# トヨタ・B型エンジン (初代)
トヨタ・B型エンジン（トヨタ・Bがたエンジン）は、トヨタ自動車の水冷直列6気筒ガソリンエンジンの系列である。
トヨタ初の量産エンジンであったトヨタ・A型エンジン (初代)に引き続き、同時期のシボレー製6気筒から基本構造の多くをコピーした製品であるが、A型が全体の寸法をアメリカ流にヤードポンド法で設計していたのに対し、B型では既に日本で施行されていたメートル法基準に変更する措置（メトリック化）を行い、アメリカにおけるシボレーの改良同様にクランクシャフトのメインベアリングを3箇所から4箇所に増やす強化策で、性能を向上させている。
戦時体制下で量産化が開始され、太平洋戦争後の1950年代に至るまで、同社の大型トラック、バス、BJ型四輪駆動車/ランドクルーザー、消防車、パトロールカー向けの主力エンジンとして用いられた。

## 系譜
- エンジン型式一覧の自動車用エンジンの系譜を参照。

## 型式
1938年（昭和13年）11月登場
ガソリンエンジン
水冷直列6気筒OHV

### B - 3,400cc
- （初）トヨタ・GB型トラック（英語版）（1938年12月）[1]
- トヨタ・HB型バスシャーシ（1939年）
- トヨタ・LB型バスシャーシ（1942年4月）
- トヨタ・KB型トラック（1942年11月）
- トヨタ・KC型トラック（1943年11月）- 強化型の特KCが震洋のエンジンに選定された。
- トヨタ・KCY型トラック（1943年11月） - トヨタ初の四輪駆動車
- トヨタ・BM型トラック（1947年3月）
- トヨタ・BS型トラック（1949年6月） - BM型のショートホイールベース版。トレーラー牽引用（ロードトラクター・牽引自動車）等
- トヨタ・BL型バスシャーシ（1949年5月） - 戦後初の新設計バスシャーシ
- トヨタ・BX型トラック（1951年8月）戦後初の新設計トラックシャーシ 基本設計はFX→FAへと継承された
- トヨタ・BQ型3/4トン積み四輪駆動トラック（1952年9月） - 警察予備隊→保安隊向け
- トヨタ・BJ型四輪駆動車/ランドクルーザー（1953年1月）
- トヨタ・パトロールBH型（1955年 - 1958年） - トラックシャーシにトヨペット・クラウンRS型に酷似したボディを架装したパトカー専用車
- トヨタ・BH型救急車（BH26型、1956年 - 1958年）トラックシャーシに2代目トヨペットマスターラインバンに類似したボディを架装したメトロポリタン型救急車